# Debbie Dingle
Deborah "Debbie" Dingle (previamente: Jones, apellido de soltera: Barton) es un personaje ficticio de la serie de televisión británica Emmerdale Farm, interpretada por la actriz Charley Webb desde el 24 de diciembre de 2002, hasta ahora.

## Biografía
Debbie llega por primera vez en el 2002 como una nueva hija adoptiva de Paddy y Emily Kirk. Cuando Debbie le muestra una foto de su madre biológica a Sam Dingle este la reconoce y le dice que es Charity Dingle, ambas comienzan a llevarse bien y poco después Debbie descubre que su padre biológico es Cain Dingle. 
En 2012 Debbie decide tener un hijo salvador para poder salvar a su hija, Sarah después de descubrir que tiene un trastorno en la sangre llamado Anemia de Fanconi. Finalmente en octubre del mismo año Debbie dio a luz a su segundo hijo, Jack Sugden.